# Emil Hradecký
Emil Hradecký (16. ledna 1913, Praha – 18. listopadu 1974, Praha) byl český muzikolog, hudební skladatel, hudební pedagog a archivář.

## Život

### Studia
Emil Hradecký se narodil 16. ledna 1913 v Praze v rodině pozdějšího odborového přednosty Jiřího Hradeckého a jeho manželky Zdenky. Po maturitě na Arcibiskupském gymnáziu (1931) vstoupil na filozofickou fakultu UK, kde studoval u Z. Nejedlého a O. Zicha hudební vědu a estetiku. Souběžně studoval také Státní konservatoř v Praze jako posluchač skladby ve třídě Ot. Šína. Obojí studia řádně absolvoval a to promocí 7. března 1936 dosáhl doktorát filosofie v oboru hudební vědy a estetiky a v červnu 1936 absolutoria Státní konservatoře v oboru hudební skladby.
Na podzim 1936 získal složením příslušných státních zkoušek způsobilost pro výuku hudební výchovy na středních školách a od 15. října 1936 byl ustanoven výpomocným učitelem na 2 státním reálném gymnasiu v Praze. V té době již působil jako stálý externí hudební referent v pražském denním tisku (Národní Střed 1934–1935, Národní politika 1935–1940). Zároveň také pokračoval ve studiu skladby na mistrovské škole Státní konservatoře jako jeden z posledních žáků třídy Vítězslava Nováka a obor dějepisu na filozofické fakultě UK, složením státních zkoušek na FF UK dosáhl učitelské způsobilosti z dějepisu a hudební studia ukončil v roce 1939 získáním diplomu mistrovské školy. Za svojí absolventskou skladbu Orchestrální předehra obdržel cenu České filharmonie.

### Profesura na konzervatoři
V letech 1937–1940 absolvoval s výborným prospěchem tříletou postgraduální Státní archivní školu. V roce 1939 se oženil s Karolinou Finkovou (4.11.1909 Praha – 23.7.1999), profesorkou gymnázia v Roudnici nad Labem. Záhy však nastaly potíže kvůli jejímu židovskému původu a aby nebylo ohroženo Hradeckého profesorské místo na konservatoři dohodli se na formálním rozvodu, ale dál spolu žili jako manželé. Po jejím jejím návratu z Terezínského gheta se po válce znovu vzali roku 1945. Hradecký začal výpomocně pracovat na Státní konservatoři v Praze, kde se podrobil konkursnímu řízení a jelikož mezi uchazeči v nejvyšší míře splňoval kvalifikační předpoklady hudebně teoretické a historické specializace, byl v roce 1940 jmenován profesorem hudební teorie se zvláštním zřetelem k dějinám hudby. V této funkci působil až do konce války, od roku 1943 též jako zástupce administrativního ředitele.

### Založení AMU
Od roku 1938 se scházela každou sobotu večer v kavárně Slavie skupina hudebních přátel, které předsedal tehdejší režisér opery Národního divadla Ferdinand Pujman; kromě Hradeckého byli jejími členy Václav Holzknecht, Iša Krejčí, Pavel Bořkovec, František Bartoš, Václav Dobiáš a další. S některými z nich se dr. Hradecký sešel ve výboru Sdružení pro soudobou hudbu – Přítomnosti.
S dr. Václavem Holzknechtem a dr. Karlem Janečkem Emil Hradecký během okupace tajně připravoval zřízení vysoké hudební školy a po květnu 1945 se iniciativně účastnil reformy konservatoře a zřízení Akademie múzických umění (AMU), přičemž odborná stránka vybudování hudební fakulty byla z podstatné části Hradeckého dílem. Od zřízení AMU Hradecký Hradecký jako profesor konservatoře, na katedře hudební výchovy pověřen přednáškami z hudební teorie, jmenovitě z harmonie jako své užší specializace.

### Po roce 1948
26. 2. 1948 byl dr. Emil Hradecký akčním výborem konservatoře a AMU pro ideologické rozpory distancován od výkonu všech funkcí. Otevřeně se totiž hlásil ke svému katolictví, hrál na varhany v několika kostelích (mj. v kapitulním chrámu sv. Petra a Pavla) a i tzv. původem patřil do okruhu potenciálních nepřátel vládnoucí strany.[ujasnit] Protože se odmítal podřídit a dát požadované záruky ideologické konformity (což byla nabídka učiněná až po přímluvě Zdeňka Nejedlého), sám požádal o přeložení do státní archivní služby a byl převeden na místo podřízeného vědeckého pracovníka v Archivu země České. V této době se nemohl odvážit ani náznaku veřejné hudební vědecké činnosti a začal se plně věnovat historickému výzkumu. Publikoval objevné studie v oblasti pramenů novějších domácích hospodářských dějin (zemské katastry) a v roce 1952 připravil k vydání jeden z prvních svazků Berní ruly. Po roce 1954 byl zřízen Státní ústřední archív v Praze, kde byl Hradecký roku 1955 pověřen funkcí vedoucího oddělení, které vzniklo z bývalého Archivu země České.
Od roku 1956 byl na Hradeckého vytvářen tlak od Ministerstva vnitra, které bylo archivu nadřízeno s tím, že kádrově neodpovídá svému zařazení. Tlak vyvrcholil požadavkem na bezpodmínečný vstup do KSČ a aktivitou StB, která zvala Hradeckého na výslechy a požadovala po něm vypracovávání písemných zpráv o jeho kontaktech. V této době byla možnost opět navázat na členství ve Svazu čs. skladatelů a více se věnovat hudební oblasti alespoň ve volném čase. V letech 1956–1959 tak Hradecký pracoval na rozsáhlé práci Úvod do studia tonální harmonie, která vyšla knižně v roce 1960. Mezitím musel, po kádrových opatřeních roku 1958 a neochotě vstoupit do KSČ, v roce 1959 opustit vedoucí místo ve Státním archivu. Do roku 1963 byl potom jen členem Svazu skladatelů a odkázán na drobné příležitostné činnosti.

### Práce v Hudebním oddělení Národního muzea
Díky začátku uvolňování politické situace mohl 17. 6. 1963 nastoupit jako odborný pracovník do Hudebního oddělení Národního muzea v Praze. Od práce v muzeu si Hradecký sliboval možnost návratu k vědecké odborné a publikační činnosti. 1. srpna 1966 byl jmenován vedoucím hudebního oddělení Národního muzea takže musel odložit své plány na odbornou činnost a věnoval se rekonstrukci tohoto pracoviště. V dubnu 1967 obhájil v kandidátském řízení na Ústavu pro hudební vědu ČSAV svou dosavadní vědeckou činnost a získal hodnost kandidáta věd o umění. Sám se o řízení, kdy byl přezkušován odborně méně znalou komisí i o slavnostním aktu předání hodnosti vyjadřoval jako o trapných událostech.
Až do své smrti se Emil Hradecký aktivně účastnil odborné práce jako člen organizací jako např. Joseph Haydn Institut v Kolíně nad Rýnem, Internationale Mozart – Stiftung v Salcburku, nebo členství výboru brněnského hudebního festivalu. Účastnil se konferencí, na kterých přednášel své příspěvky, ve volném čase psal knihu o Paulu Hindemithovi, která vyšla v roce 1974 pod názvem Paul Hindemith: svár teorie s praxí. V roce 1972 vyšlo doplněné vydání Úvodu do studia tonální harmonie, kniha se stala jedním ze základních zdrojů hudebního vysokoškolského studia.
PhDr. Emil Hradecký, CSc. zemřel 18. listopadu 1974 po dlouhé nemoci, kterou trpěl již od 60. let. Odkaz jeho pedagogické a odborné činnosti stále žije díky nadčasovostem jeho stále citovaných prací, kromě činnosti ryze odborné nesmíme však zapomenout ani na jeho popularizační přednášky v čs. rozhlase, které ve své době přibližovaly hudební téma i širšímu publiku.

## Dílo

### Vědecké publikace
- HRADECKÝ, Emil. Analytické zásady moderní harmonie. Praha, 1936. 46 s. Disertační práce. Filosofická fakulta University Karlovy. Vedoucí práce není znám.
- HRADECKÝ, Emil. Na prahu XX. století. In: BRANBERGER, Jan. Dějiny světové hudby slovem, obrazem a hudbou. Praha: Sfinx Bohumil Janda, 1939. S. 639–679.
- HRADECKÝ, Emil. Vítězslav Novák, Rudolf Karel. In: GŐTZ, František; HUTTER, Josef. České umění dramatické: Zpěvohra. Praha: Nakl. Šolc a Šimáček, 1941. S. 268–292, 325–329.
- HRADECKÝ, Emil. Berní rula, sv. 26. Kraj Podbrdský. Praha: SPN, 1952.
- HRADECKÝ, Emil. Tereziánský katastr (rozbor fondu). Sborník archivních prací VI/1. Praha: [s.n.], 1956. S. 105–135.
- DOLEŽALOVÁ - HAVRÁNKOVÁ, Emma. Praktická methodika hry na klavír. Spolupracoval: Emil Hradecký. Praha: SNKLHU, 1957. 355 s.
- HRADECKÝ, Emil. Úvod do studia tonální harmonie. 1. vyd. Praha: Státní nakladatelství krásné literatury, hudby a umění, 1960. S. 325.
- HRADECKÝ, Emil. Dějiny hudby v příkladech: IV. Hudba epochy klasicismu (připravil, ukázky vybral, textová příloha) soubor gramofonových desek. Praha: Supraphon, gramofonový klub, 1965. nestránkováno s.
- HRADECKÝ, Emil. Hudební krásno a souborné umělecké dílo a Nauka o hudebních změnách (přel. z němčiny a vyprac. vysvětl.). In: NEDBAL, Miloslav. O hudbě. Praha: Státní hudební vydavatelství, 1961.
- HRADECKÝ, Emil. O kontrapunktu a harmonii, Hudební romantismus. In: HOLZKNECHT, Václav; POŠ, Vladimír; NEDBAL, Miloslav. Kniha o hudbě. Praha: Malá moderní encyklopedie (Orbis), 1962. S. 85–121, 288–312.
- In: HRADECKÝ, Emil; RUTOVÁ, Milada. Katalog orchestrálních notových materiálů, uložených v archivech Čs. rozhlasu. Praha: Čs. rozhlas, 1964-1965.
- HOLZKNECHT, Václav. Bach a synové. Doslov: E. Hradecký. Praha: Panton, 1968. S. 96–97.
- JANEČEK, Karel. Tvorba a tvůrci: úvahy, eseje, studie, poznámky. Předmluva: E. Hradecký. Svazek 9. Praha: Panton, 1968.
- HRADECKÝ, Emil. Metodické poznámky k dějinám hudby. In: HOLZKNECHT, Václav; POŠ, Vladimír. Člověk potřebuje hudbu. Praha: Panton, 1969. S. 369–379.
- HRADECKÝ, Emil. Stylové rozbory, část 1: Od gregoriánského chorálu k vyvrcholení barokního kontrapunktu [rozhlasový pořad]. In:  Rozhlasová hudební universita. Praha: Československý rozhlas, 1970.
- HRADECKÝ, Emil. Beethovenovi mecenáši z českých zemí [rozhlasový pořad]. Praha: Československý rozhlas, 1970.
- HRADECKÝ, Emil. Beethoven a Praha [rozhlasový pořad]. Praha: Československý rozhlas, 1970.
- HRADECKÝ, Emil. Beethoven a hudebníci z českých zemí [rozhlasový pořad]. Praha: Československý rozhlas, 1970.
- HRADECKÝ, Emil. O technických prostředcích hudební mluvy Pavla Bořkovce. In:  Živá hudba. Praha: Hudební fakulta AMU v Praze, 1973. S. 89–134.
- HRADECKÝ, Emil. Úvod do studia tonální harmonie. 2. upravené vyd. Praha: Supraphon, 1972. S. 304.
- HRADECKÝ, Emil. Paul Hindemith: svár teorie s praxí. Praha: Editio Supraphon, 1974. 185 s.

### Výběr z hudebnin
další hudebniny naleznete v Seznamu děl databáze Národní knihovny.
- HOLEČKOVÁ, Jelena. Bel canto: staroitalské písně a arie pro střední hlas a klavír [hudebnina]. Klavírní doprovod vypracoval Emil Hradecký. Praha: Orbis, 1952. 45 s.
- FILTZ, Anton. Sinfonia in Es a quatro: 1730-1760 [hudebnina]. Rev: Emil Hradecký. Praha: Český hudeb. fond, 1956. 11 s.
- ZACH, Jan. Symfonie A dur [hudebnina]. Rev: Emil Hradecký. Praha: Český hudeb. fond, 1956. 20 s.

### Skladby
E. Hradecký je autorem mnoha drobných skladeb a těchto rozsáhlejších děl:
- Concertino da camera pro violoncello, malý smyčcový orchestr a klavír [1938]
- Ouvertura pro větší orchestr [1939] (cena České filharmonie 1939)
- Dětská suita pro dechové kvinteto [1959], nahrávka r. 1992 v archivu ČRo https://apf.croapp.cz/?detail_id=697165
- Estrádní pochod, nahrávka r. 1969 v archivu ČRo https://apf.croapp.cz/?detail_id=551367

### Články
Dr. Emil Hradecký publikoval recenze, články a referáty zejména v následujících periodikách:
- Národní Střed 1934 – 1936
- Národní politika 1936 – 1940 (ukázka recenzí r. 1940 – koláž)
- Rytmus 1937 – 1940, 1945. 1946
- Tempo – Listy HM 1946 – 1947
- Živá hudba – 1973
- Hudební rozhledy – ?? – 1974